# كارلوس سافيدرا لاماس
كارلوس سافيدرا لاماس (Carlos Saavedra Lamas) هو أكاديمي وسياسي أرجنتيني ولد في 1 نوفمبر 1878 في بوينس آيرس وتوفي في 5 ماي 1959.
ينتمي كارلوس إلى عائلة ارستوقراطية. تحصل على دكتوراه في الحقوق من جامعة بوينس آيرس وبدأ مسيرته المهنية كأستاذ حقوق وعلم المجتمع في جامعة دي لابلاتا الوطنية.
تحصل على جائزة نوبل للسلام سنة 1936 مصبحا بذلك أول شخصية لاتنية تتحصل على جائزة نوبل وذلك لعمله خلال شغله لمنصب وزير خارجية الأرجنتين بين 1932 و 1938 لوساطته بين بوليفيا وباراغواي وإنهاء حرب تشاكو.
ترأس جامعة بوينس آيرس بين 1941 و 1943.

## روابط خارجية
- كارلوس سافيدرا لاماس على موقع الموسوعة البريطانية (الإنجليزية)
- كارلوس سافيدرا لاماس على موقع إن إن دي بي (الإنجليزية)